# Cyphomyia shannoni
Cyphomyia shannoni är en tvåvingeart som beskrevs av James 1939. Cyphomyia shannoni ingår i släktet Cyphomyia och familjen vapenflugor.
Artens utbredningsområde är Panama. Inga underarter finns listade i Catalogue of Life.